# گاستریا (قبرس)
گاستریا (به لاتین: Gastria) یک منطقهٔ مسکونی در قبرس شمالی است که در ناحیه اسکله واقع شده‌است. گاستریا ۴۳۵ نفر جمعیت دارد.